# Florian Biesik
Florian Biesik Wilamowice, 4 de março de 1849 – Trieste, 13 de março de 1926) foi um linguista polaco que criou um padrão literário para a língua Wymysorys (Wymysöryś), tentando provar que esta língua não derivou do alemão, mas possivelmente do neerlandês, frísio ou inglês antigo .
Funcionário público austro-húngaro, foi enviado para o porto adriático de Trieste, onde passou a maior parte da vida profissional dele como diretor dos correios locais. Após se aposentar, mudou-se para a vila de Aurisina, perto do resort costeiro de Duino, onde frequentou os círculos culturais da comunidade eslovena local.